# Vladimir Sergeevič Il'jušin
Vladimir Sergeevič Il'jušin (in russo Владимир Сергеевич Ильюшин?; Mosca, 31 marzo 1927 – Mosca, 1º marzo 2010) è stato un aviatore e dirigente sportivo sovietico, dal 1992 russo.
È figlio dell'ingegnere Sergej Il'jušin, capo dell'ufficio tecnico Ilyushin.
Fu per molti anni pilota collaudatore dell'OKB Sukhoi.
L'attribuzione della qualifica di cosmonauta ad Il'jušin nasce dal fatto che due giorni prima del volo di Jurij Gagarin un giornalista britannico, Dennis Ogden, riportò la notizia che i sovietici avevano lanciato un uomo nello spazio e un altro giornalista, Edward Brobovsky, fece il nome di Il'jušin.
L'Encyclopedia Astronautica riporta invece che Il'jušin non ha mai volato nello spazio e non è mai stato un cosmonauta.
Dopo la caduta del regime sovietico e l'apertura degli archivi del programma spaziale, non sono state trovate prove documentali del lancio di Il'jušin e di altri voli spaziali umani effettuati prima del lancio di Gagarin..
Propugnatore della disciplina rugbistica in Unione Sovietica, praticò tale sport fin dai tempi della scuola di aviazione di Mosca; nel 1967 fu il primo presidente della federazione rugbistica dell'URSS e si adoperò perché essa venisse ammessa nella Coppa FIRA, l'allora campionato europeo; fu anche l'ultimo presidente della federazione prima del suo scioglimento nel 1991 e, nel 1992, divenne presidente onorario della federazione rugbistica russa.
Per i suoi meriti sportivi figura nella Hall of Fame dell'IRB.